# Anjo com a Inscrição
O Anjo com a Inscrição é uma escultura do artista italiano Gian Lorenzo Bernini (1598–1680). Originalmente comissionada pelo Papa Clemente IX para o projeto da Ponte de Santo Ângelo, a estátua foi substituída por uma cópia e o original foi transferido para Sant'Andrea delle Fratte, em Roma, Itália. A estátua foi iniciada em 1667 e concluída em 1669.